# NASA AD-1
Als NASA-AD-1 wurde sowohl ein Flugzeug als auch ein damit verbundenes Flugtestprogramm bezeichnet, welches zwischen 1979 und 1982 auf dem NASA Dryden Flight Research Center in Edwards, Kalifornien durchgeführt wurde. Es demonstrierte erfolgreich, dass ein einzelner durchgehender Flugzeugflügel während des Fluges von Null bis 60 Grad schräg zur Flugrichtung gedreht werden kann.
Der einzigartige schräge Flügel (im Deutschen ursprünglich „Schiebender Flügel“, im Englischen „Oblique Wing“ genannt) wurde an dem kleinen turbinengetriebenen Unterschall-Experimentalflugzeug AD-1 (Ames-Dryden-1) getestet.
Es flog während des Forschungsprogramms 79 mal, um die grundlegenden Eigenschaften des Schräg-Flügel-Konzeptes zu bestimmen und Informationen über die Flugeigenschaften und die Aerodynamik bei verschiedenen Geschwindigkeiten und Stellwinkeln des Flügels zu sammeln.

## Hintergrund des Projekts
Das Schrägflügel-Konzept wurde ursprünglich in Deutschland während des Zweiten Weltkrieges erdacht. Hier wurden auf Anregung von Richard Vogt zwei Projekte in Angriff genommen, die allerdings beide infolge des Kriegsendes im Planungsstadium stehenblieben (Blohm & Voss P.202 und Messerschmitt Me P.1109). 15 Jahre später, gegen Ende der 1950er Jahre, schlug Robert T. Jones, ein Flugzeugingenieur des NASA Ames Research Center in Moffett Field, Kalifornien, ein ähnliches Konzept vor, wobei offenbleibt, ob dies auf seine eigenen Ideen zurückging oder ob er die deutschen Forschungen aufgriff und weiterführte.
Mathematisch-analytische und Windkanal-Studien, die Jones in Ames durchgeführt hatte, wiesen darauf hin, dass ein solches Flugzeug bei einer Geschwindigkeit von bis zu Mach 1,4 wesentlich bessere aerodynamische Eigenschaften als Flugzeuge mit konventionellen (ungepfeilten bzw. symmetrisch gepfeilten) Flügeln haben könnte.

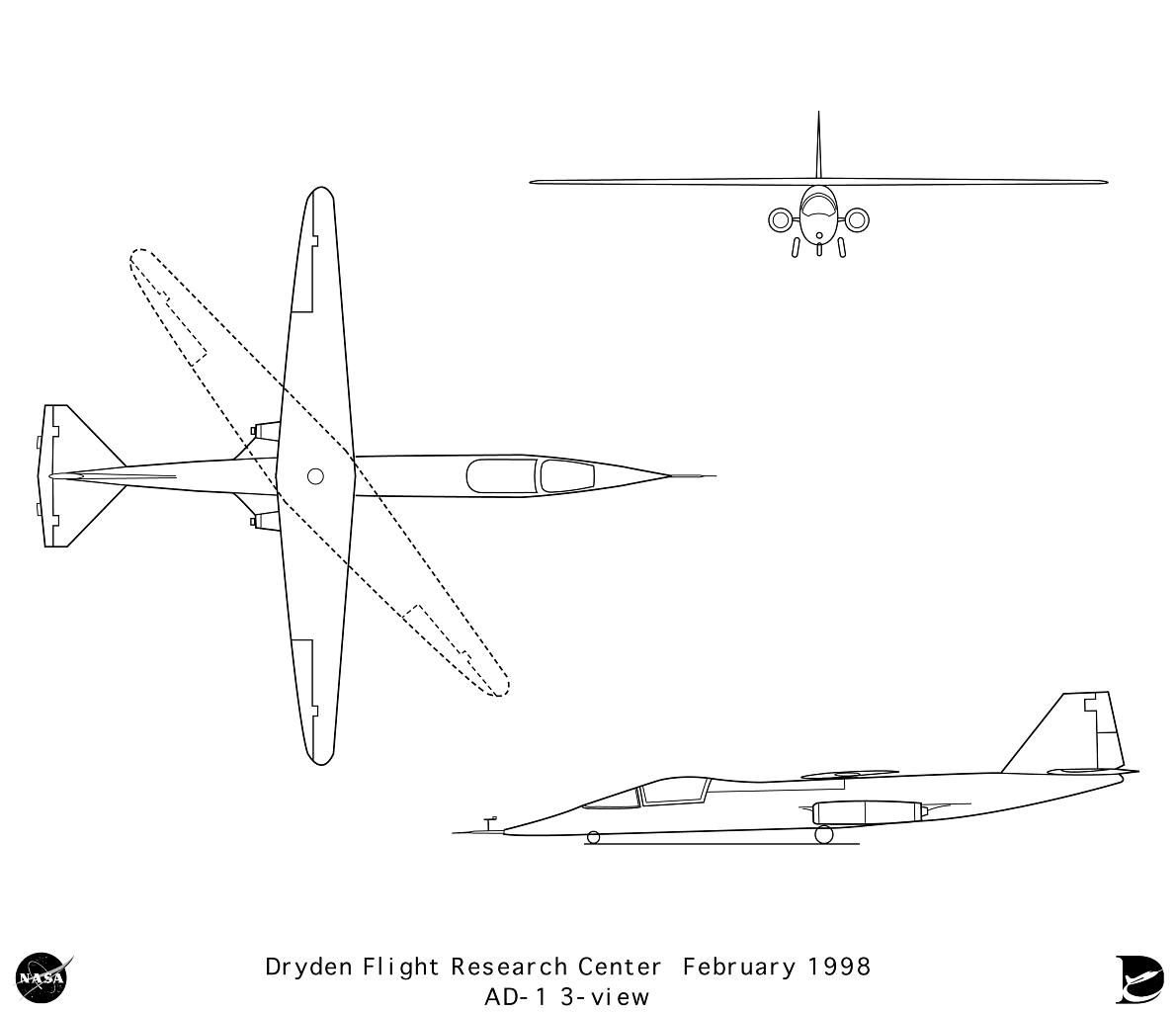
3-Seiten-Ansicht der AD-1

Bei hohen Geschwindigkeiten, sowohl im Unterschall- als auch im Überschallbereich, wurden die Flügel bis zu 60 Grad gegenüber dem Rumpf des Flugzeugs gedreht, um bessere Leistungen zu erreichen.
Die Studien zeigten, dass dies den Luftwiderstand verringern würde und so eine höhere Geschwindigkeit und eine größere Reichweite bei gleichem Treibstoffverbrauch ermöglichen würde.
Bei niedrigeren Geschwindigkeiten (während der Starts und Landungen) stand der Flügel wie ein herkömmlicher Flügel senkrecht zum Rumpf und bot so ein Höchstmaß an Auftrieb und Flugkontrolle. Wenn das Flugzeug auf höhere Geschwindigkeiten beschleunigte wurde der Flügel als ganzes (im Gegensatz zu den Schwenkflügelflugzeugen) gedreht, wodurch der Luftwiderstand und so auch der Verbrauch zurückgingen. Der Mechanismus war dabei so ausgelegt, dass der Flügel nur in eine Richtung, mit dem rechten Flügelende voran, gedreht werden konnte.

## Flugzeug
Das AD-1-Flugzeug wurde im Februar 1979 an Dryden geliefert. Die Ames Industrial Corporation aus Bohemia, New York, baute es im Rahmen eines 240.000 US-Dollar Festpreisvertrages.
Die NASA spezifizierte das Gesamtdesign mit einer geometrischen Konfiguration die von Boeing Commercial Airplanes Seattle, Washington untersucht worden war.
Die Rutan Aircraft Factory in Mojave, Kalifornien, lieferte das detaillierte Design und die Belastungsanalyse für das Niedriggeschwindigkeits- und Niedrigkosten-Flugzeug (intern als Model 35 bezeichnet). Die geringe Geschwindigkeit und geringen Kosten begrenzten natürlich die Komplexität des Flugzeugs und damit des Testrahmens.
Der Erstflug erfolgte am 21. Dezember 1979 mit dem NASA-Forschungspilot Thomas C. McMurtry am Steuer. Er steuerte das Flugzeug auch bei dessen letztem Flug am 7. August 1982. Im Rahmen des Forschungsprogramms wurde das Flugzeug unter anderem auch von dem bekannten Testpiloten Pete Knight geflogen.
Angetrieben von zwei kleinen Turbojet-Triebwerken TRS18-046, die aus Sicherheitsgründen auf je 1 kN statischen Schub auf Meereshöhe begrenzt wurden, erreichte das Flugzeug eine Geschwindigkeit von nur 270 km/h.
Die AD-1 war 11,8 m lang und hatte eine Spannweite von 9,8 m bei quergestelltem Flügel. Sie bestand aus glasfaserverstärktem Kunststoff (GFK), wobei die Oberfläche durch Hartschaum von der Struktur getrennt wurde. Sie hatte eine Gesamtmasse von knapp einer Tonne bei einer Leermasse von 660 kg. Ein festes Dreibeinfahrwerk, welches nahe am Rumpf montiert war, um den Luftwiderstand zu verringern, gab dem Flugzeug am Boden mit einer Höhe von 2,06 m ein sehr ungewöhnliches Aussehen.
Der Flügel wurde über ein Getriebe mittels Elektroantrieb gedreht, das sich im Rumpf vor den Triebwerken befand.

## Flugforschung

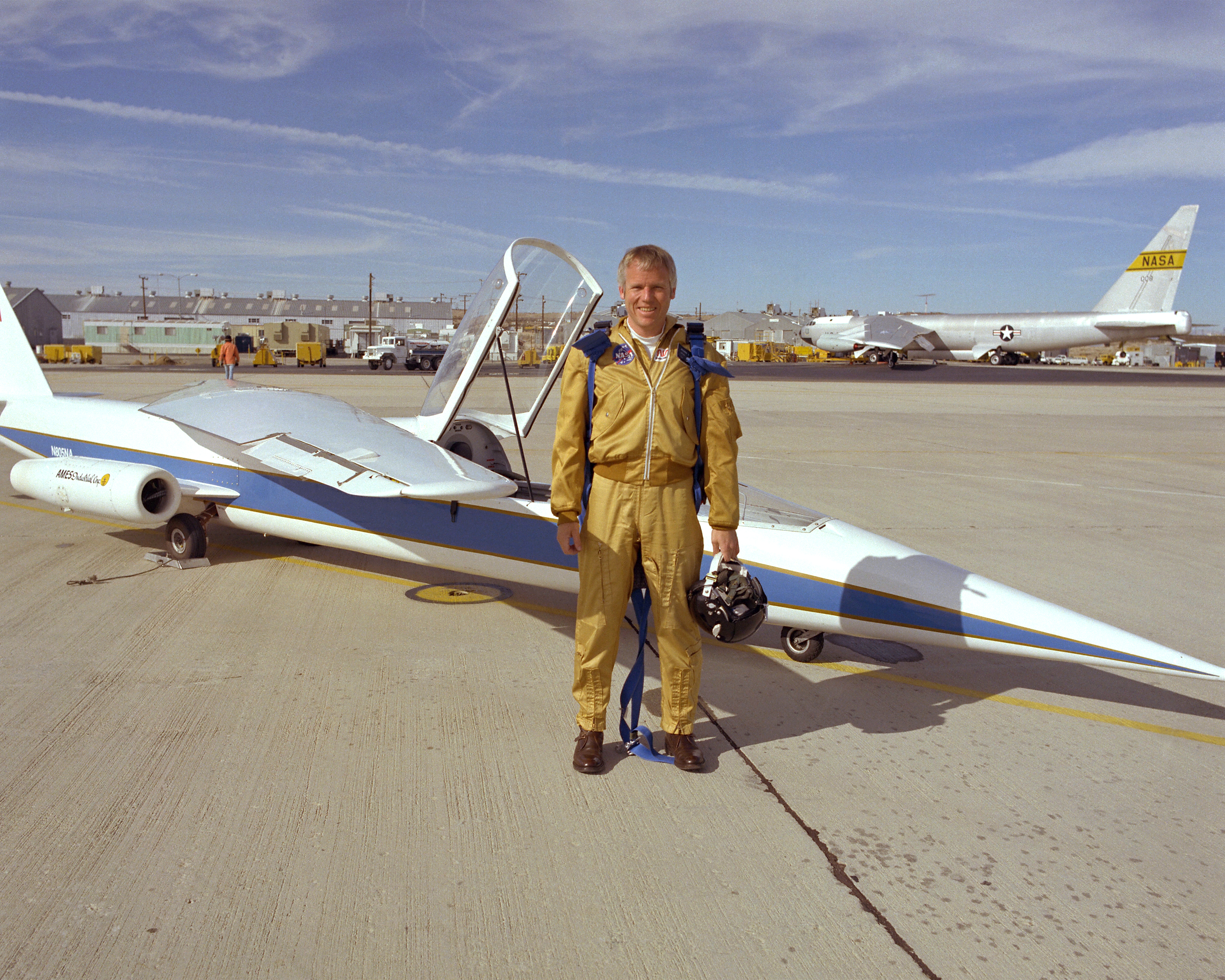
Testpilot Richard E. Gray vor der AD-1

Das Forschungsprogramm zur Validierung des Schrägflügel-Konzeptes wurde, wie bei NASA-Projekten mit hohem Risiko üblich, in kleinen Schritten durchgeführt. Der Start mit dem Erstflug der AD-1 war Ende 1979. Der Drehwinkel des Flügels wurde in den nächsten 18 Monaten schrittweise vergrößert, bis Mitte 1981 60 Grad erreicht wurden; dabei zeigten sich allerdings Steuerungsprobleme aufgrund der unsymmetrischen Auftriebsverteilung. Das Testprogramm endete im August 1982, nachdem man zahlreiche Daten für verschiedene Drehwinkel und Geschwindigkeiten erhoben hatte.
Der letzte Flug der AD-1 fand nicht in Dryden statt, sondern bei der jährlichen Airshow der Experimental Aircraft Association (EAA) in Oshkosh, Wisconsin, wo es acht Mal geflogen wurde, um seine einzigartige Konfiguration vorzuführen. Anschließend wurde die AD-1 ausgemustert und ist nun im Hiller Aviation Museum in San Carlos (Kalifornien) zu sehen.
Nach Ende des Flugtestprogrammes untersuchte Jones noch Schrägflügelkonzepte für Langstreckentransportflugzeuge, wobei auch die Stanford University beteiligt war; hierbei zeigten sich jedoch aufgrund des asymmetrisch angreifenden Auftriebs erhebliche Steuerungsprobleme bei Winkeln oberhalb von 45 Grad. Die GFK-Struktur der Flügel begrenzte deren Steifigkeit, was ansonsten nur durch ein besseres (und damit teureres) Steuerungssystem hätte ausgeglichen werden können.
Auch wenn die AD-1 den Abschluss der geplanten technischen Zielsetzungen erlaubte, blieben doch noch zahlreiche Fragen offen. Zwar wurde noch eine 25 Monate dauernde Studie von Northrop Grumman zu diesem Konzept in Auftrag gegeben; allerdings sind greifbare Ergebnisse bislang ausgeblieben.